# Dan Flavin
Dan Flavin (1933 - 1996) foi um artista minimalista dos EUA. Seu trabalho se caracteriza por instalações, pinturas e esculturas, entre outros.

## Biografia

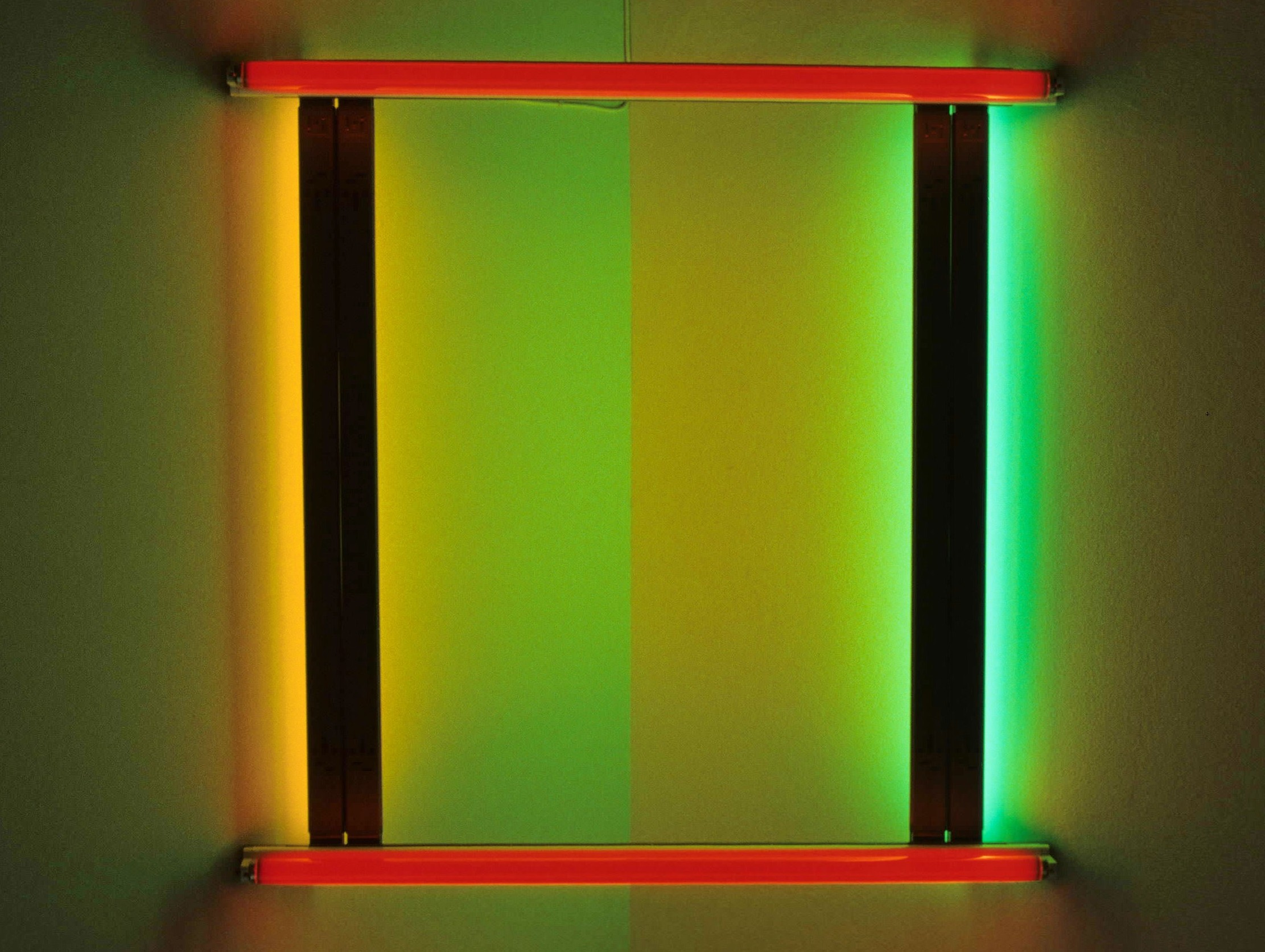
Arte de Dan Flavin

Dan Flavin nasceu em 1 de abril de 1933 em Nova Iorque. Flavin estudou História da Arte por um curto período de tempo na New School for Social Research e depois se mudou para Universidade Columbia, onde estudou pintura e desenho.
Em 1959, fez exame de classes extraindo e pintando na universidade Columbia. Neste ano, começou a fazer assemblagens e colagens além de pinturas com influência do Expressionismo Abstrato. Sua primeira mostra de solo das construções e dos watercolors ocorreu na galeria de Judson, Nova York, em 1961.
No verão de 1961, ao trabalhar como um protetor no museu americano da história natural, Nova York, começa a fazer esboços para as esculturas em que as luzes elétricas foram incorporadas. Mais tarde, nesse mesmo ano, fez suas primeiras esculturas de luz; chamou-as de "ícones".
Em 1963, começou a trabalhar com tubos fluorescentes coloridos. Sua escultura foi mostrada em uma exibição solo, alguma luz, na galeria de Kaymar, Nova York, em 1964. Em 1967, Flavin era um instrutor do convidado do projeto na universidade da Carolina do Norte em Greensboro.
Por 1968, tinha desenvolvido sua escultura em ambientes do quarto-tamanho da luz; este ano, esboçou uma galeria inteira na luz ultravioleta em Documenta em Kassel. Foi organizada uma retrospectiva de seus trabalhos pela galeria nacional de Canadá, Ottawa, em 1969; a exibição viajou ao Jewish Museum em New York em 1970.
Com uma recomendação de Marcel Duchamp, Flavin recebeu uma concessão da fundação de William & de Norma Copley, Chicago, em 1964. Começou também sua quase life-long série dos monumentos dedicados ao construtivista russo Vladimir Tatlin. Tornou-se sábio como um originador da arte "mínima" através da inclusão nas exibições chaves do grupo.
Cor-de-rosa em grande escala da instalação, alternar de Flavin a primeira e única e o "ouro", foram feitos para o museu da arte Contemporary, Chicago, em 1967. Em 1969 seu exibição retrospectiva  "luz fluorescente, etc. de Dan Flavin," abriu na galeria nacional de Canadá, Ottawa, antes de viajar à galeria de arte de Vancôver, Colômbia britânica, e ao museu Jewish em New York City.
O vocabulário artístico em 1972 em uma instalação na galeria de Albright-Knox, búfalo luzes fluorescentes circulares de Flavin entrado, New York, e era um elemento chave de um exhibition importante no museu da arte dos louis do St, Missouri em 1973.
De seu incepção em 1974, os trabalhos numerosos adquiridos fundação da arte do diâmetro por Flavin, e suportaram projetos maiores inclusive: um trabalho ao ar livre para os quatro cantos do pátio do Kunstmuseum Basileia, em 1975; iluminando diversas plataformas do trem na estação central grande de New York em 1977; e uma instalação permanente de nove trabalhos em um firehouse e em uma igreja de Baptist anteriores em Bridgehampton, New York (instituto da arte de Dan Flavin) em 1983.
Entre Flavin a instalação em grande escala atrasada a mais importante era seu projeto para iluminar o rotunda inteiro do museu projetado Wright de Lloyd Solomon R. Guggenheim do franquia em New York City para comemorar sua restauração e reabrir em 1992 (baseado em uma instalação que menor tinha feito lá para o 1971 "Sixth Guggenheim internacional"). Flavin casou Tracy Harris, no Guggenheim, em 1992. Terminou uma instalação principal para o Kunstbau Lenbachaus, Munich, em 1974.
Três das instalações permanentes as mais ambiciosas de Flavin foram terminadas após sua morte: o lighting de Santa Maria Annunciata em Chiesa Rossa, 1920s projetou a igreja Católica em Milan, em 1997; um projeto para Richmond Salão na coleção de Menil em
Houston, Texas em 1998; e a conclusão de uma instalação em seis barracks anteriores do exército na fundação em Marfa, Texas de Chinati de Donald Judd em 2000.
Flavin morreu em Riverhead, New York, em 29 de novembro de 1996.